# Ruth Flowers
Ruth Flowers, conhecida como "Mamy Rock" (Bristol, 29 de março de 1940 — 27 de maio de 2014), foi uma Disc Jockey britânica.

## Biografia

### Infância musical
Ruth Flowers cresceu em uma família musicalmente bem orientada. Seu pai era um tenor, seus irmãos eram pianista / violinista / contratenor, baixista, guitarrista / pianista e violinista, e sua irmã pianista / organista. Ruth fez a sua primeira experiência musical com canto.

### Uma vida de viagens
Depois de se casar e do nascimento de um filho, Ruth e seu marido foram para Portugal onde passaram 10 anos. Após a morte de seu marido, ela voltou às suas raízes no sul da Inglaterra.
Apesar de trabalhar em diferentes projetos fotográficos que achou interessante, ela sentiu que algo estava faltando. Ruth sempre pensou que a idade não era desculpa para desistir das coisas. Como prova de suas crenças, aos 57 anos, ela participou da maratona de Londres, que ela terminou.

### Início
Ruth Flowers foi convidada para o aniversário de seu neto em um clube. O segurança primeiramente se recusou a deixá-la por causa da sua idade, mas depois de insistir, ela conseguiu.
Imediatamente seduzida pela reminiscente atmosfera animada e cheia de energia de sua juventude, Ruth começou a falar brincando para o neto que ela também poderia se tornar um DJ. Alguns dias mais tarde, Ruth confirmou-lhe que estava realmente séria sobre essa ideia.
Ela foi então apresentada a um jovem produtor francês, Aurélien Simon, cujo projeto musical pegou seu entusiasmo. Ele apresenta o seu electro, formado em sua técnica de DJ e ajudou a construir a sua imagem. Ela progressivamente começou a desenvolver seu próprio estilo de mixagem, com influências de alguns de seus artistas favoritos, incluindo Freddie Mercury.
Seu primeiro show foi na frente de uma multidão de celebridades como Lenny Kravitz e Mariah Carey, durante o Festival de Cannes de 2009, na Villa Murano.
Tocou então no Queen Club, em Paris, em 28 de janeiro de 2010 .
Seu primeiro Single, "Still Rocking", foi lançado em 5 de julho de 2010.